# Statsnatten
Statsnatten (finska: valtioyö) är tiden i Finlands historia mellan Borgå lantdag 1809 och 1863, då lantdagen första gången därefter sammankallades. Termen skapades av Yrjö Koskinen i tidningen Suometar 17 augusti 1864. 
"Statsnatten" avser att beskriva den period från det att Sveriges östra rikshalva — Finland — erövrats av Ryssland och bildat ett nytt ryskt storfurstendöme, men därvid under 54 år saknade en av tsaren utlovad egen konstitution, varvid all finländsk lagstiftning gick i stå. Finlands län hade tidigare varit representerade i Sveriges riksdag, men någon ersättning sammankallades inte efter Borgå lantdag 1809 förrän till lantdagen i Helsingfors 1863. 
Grundlagarna från den svenska tiden fortsatte att tillämpas: 1772 års regeringsform och förenings- och säkerhetsakten från 1789, vilka tillförsäkrade regenten nästan oinskränkt makt. De ryska kejsarna tillämpade under "statsnatten" en bestämmelse från den svenska tiden, enligt vilken kungen själv hade att avgöra när riksdagen skulle sammankallas. Under denna period i Finlands historia styrdes landet enbart genom kejserliga förordningar och inga genomgripande reformer genomfördes. En informell finländsk politisk arena för olika intressen blev de så kallade lantbruksmötena, som regelbundet anordnades, där för Finlands angelägna förhållanden, t.ex. industrialiseringen, skolväsendets framväxt och annat också kom att diskuteras, men inga formella beslut fattas.